# エミル・ザイデル

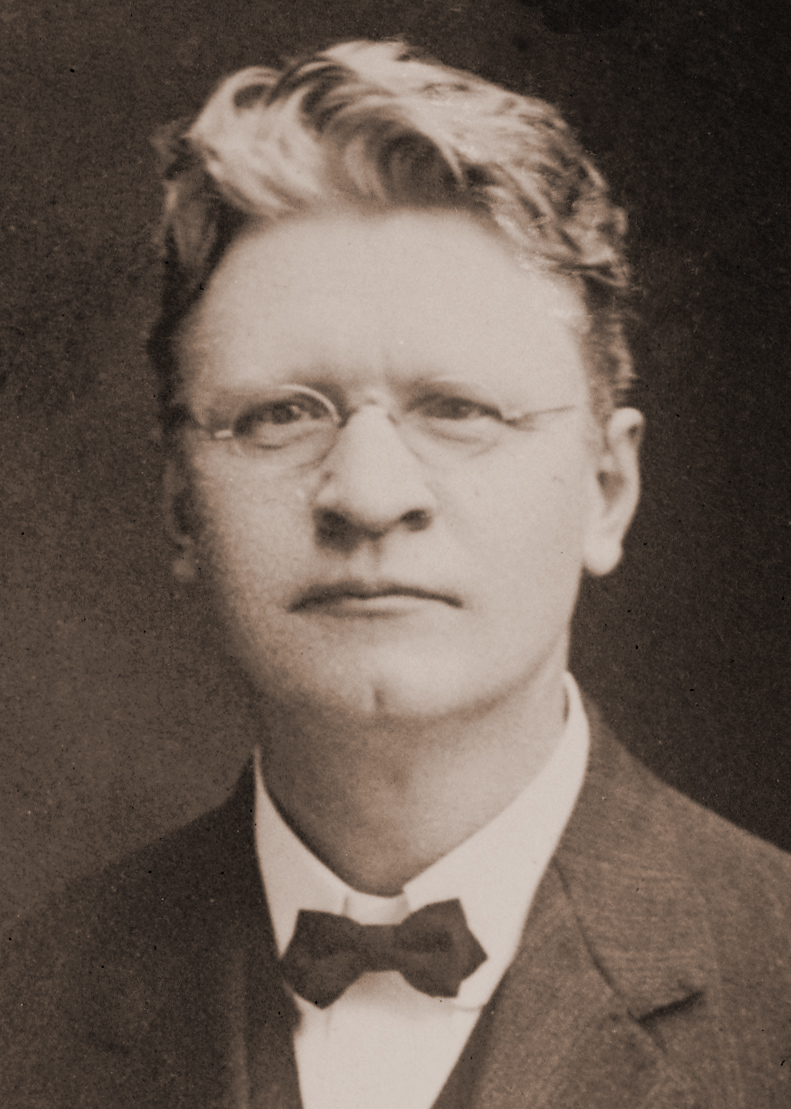
エミル・ザイデル

エミル・ザイデル（Emil Seidel、1864年12月13日 - 1947年6月24日）はアメリカ合衆国の政治家。1910年から1912年までウィスコンシン州ミルウォーキー市長を務めた。合衆国の主要都市では初の社会党員市長で、1912年の大統領選挙では同党の副大統領候補として出馬。

## 来歴

### 前半生
ペンシルベニア州スクーカル郡アシュランドのドイツ系移民の家庭に生まれる。幼少時にウィスコンシン州へ転居。
22歳の時に木彫り職人としての腕を磨くため、両親の故国であるドイツへ渡る。ベルリンで6年間過ごす事になるが、その間働きながら夜間学校に通う。社会主義の活動家となったのは、この時期の事であった。ミルウォーキーに戻る途中、原型職人組合に加盟。1895年ルーシー・グレイセルと結婚。

### 政治家時代
合衆国帰国時、アメリカ社会労働党に入党し、ミルウォーキーで同党初の支部員となった。その後、アメリカ社会民主主義（1897年設立）やアメリカ社会民主党（1898年設立）を経て、アメリカ社会党に入党する事となる。
1904年にはミルウォーキー市議会議員選挙で、同市第20選挙区から出馬し初当選。この選挙では9名の社会党候補が当選を果たしており、サイデルはその内の1人であった。市議は1909年まで2期にわたり務める。

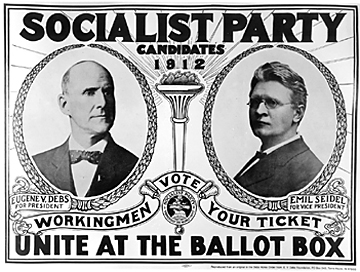
1912年の大統領選挙ポスター。サイデルはユージン・V・デブスの副大統領候補として出馬

1910年ミルウォーキー市長選挙に当選、合衆国の主要都市では初の社会党員市長となった。市長在任中は初の公共事業局を設立した他、消防警察委員会を組織、公園緑地系統が生み出されるに至った。
バーの規制強化や、売春宿及びカジノの閉鎖にも辣腕を振るう事となる。詩人、作家のカール・サンドバーグを短期間ながら秘書に迎えたのはこの時期の事であり、サンドバーグをミルウォーキーに惹き付けたのは、偏にザイデルの社会主義者としての願望が成せる技であった。
1912年の市長選挙では民主、共和両党が追い落としに掛かった事もあり、ガーハード・A・ベイディングに敗北を喫する。その後、同年の大統領選挙でユージン・V・デブスと共に社会党から立候補、901551票という記録的な票数を勝ち取ったが落選（得票率は6％）。1932年の上院議員選挙にウィスコンシン州選挙区から出馬し6％の得票率を獲得、こちらも当選には至らなかった。なお、ミルウォーキー市議は通算2期（1916年 - 1920年、1932年 - 1936年）務める事となる。
1947年6月24日死去。

## 主著
- What We Have Done in Milwaukee. Chicago, IL: National Office of the Socialist Party, 1911.
- Which Must Go? America or Private Ownership of Railroads? Milwaukee: Socialist Party of Wisconsin, 1923.
- Joining the Socialist Movement. Corvallis, OR: 1000 Flowers Publishing, 2013.
- Building the Social Democratic Party. Corvallis, OR: 1000 Flowers Publishing, 2013.